# تريفور ماير
تريفور ماير (بالفرنسية: Trevor Meier)‏ (و. 1973  م) هو لاعب هوكي الجليد من كندا، وسويسرا، ولد في أوكفيل، أونتاريو، مركز لعبه هو جناح ‏.

## التعليم
تعلم في مدرسة نيلسون الثانوية ‏.

## روابط خارجية
- تريفور ماير على موقع EliteProspects.com (الإنجليزية)
- تريفور ماير على موقع Eurohockey.com (الإنجليزية)
- تريفور ماير على موقع HockeyDB.com (الإنجليزية)